# Nikołaj Golicyn
Nikołaj Dmitriewicz Golicyn książę, ros. Николай Дмитриевич Голицын (ur. 31 marca?/12 kwietnia 1850 we wsi Poriecze w guberni moskiewskiej, zm. 2 lipca 1925) – ostatni premier Imperium Rosyjskiego w okresie rządów Mikołaja II (1894–1917).

## Życiorys
Urodził się w rodzinie książęcej starego rosyjskiego rodu. W latach 1885–1903 był gubernatorem kolejno guberni: archangielskiej, kałuskiej i twerskiej. Od 1903 senator, od 1915 członek Rady Państwa (frakcja prawicy) i przewodniczący Komisji Pomocy Rosyjskim Jeńcom. Popierany przez żonę Mikołaja II – Aleksandrę Fiodorowną. Przewodniczący Rady Ministrów w okresie 27 grudnia 1916?/9 stycznia 1917 - 27 lutego?/12 marca 1917. Obalony przez rewolucję lutową.
Po rewolucji lutowej  i obaleniu caratu odszedł z polityki. Po przewrocie bolszewickim pozostał w Rosji. W latach 1920–22 dwukrotnie aresztowany przez Czeka i GPU. Po aresztowaniu przez OGPU w 1925 skazany administracyjnie przez OSO przy Kolegium OGPU i stracony.